# Episodi de I Rugrats (prima stagione)
La prima stagione della serie animata I Rugrats, composta da 24 episodi, è stata trasmessa sul canale statunitense Paramount+ dal 27 maggio 2021 al 15 aprile 2022.

## Episodi

### Prima stagione
| n° | Titolo originale         | Titolo italiano                | Prima TV originale | Prima TV italiana |
| -- | ------------------------ | ------------------------------ | ------------------ | ----------------- |
| 1  | Second Time Around       | Il ritorno parte 1             | 27 maggio 2021     | 6 ottobre 2022    |
| 1  | Second Time Around       | Il ritorno parte 2             | 27 maggio 2021     | 6 ottobre 2022    |
| 2  | Lady De-Clutter          | Lady Ordinella                 | 27 maggio 2021     | 6 ottobre 2022    |
| 2  | New Puppy                | Il nuovo cucciolo              | 27 maggio 2021     | 6 ottobre 2022    |
| 3  | Tail of the Dogbot       | Il cane robot                  | 27 maggio 2021     | 6 ottobre 2022    |
| 3  | Jonathan for a Day       | Jonathan per un giorno         | 27 maggio 2021     | 6 ottobre 2022    |
| 4  | One Big Happy Family     | Una grande famiglia felice     | 27 maggio 2021     | 6 ottobre 2022    |
| 4  | The Last Balloon         | L'ultimo palloncino            | 27 maggio 2021     | 6 ottobre 2022    |
| 5  | March for Peas           | I nuovi figli dei fiori        | 27 maggio 2021     | 6 ottobre 2022    |
| 5  | The Two Angelicas        | Le due Angelica                | 27 maggio 2021     | 6 ottobre 2022    |
| 6  | No License to Drive      | Lezioni di guida               | 7 ottobre 2021     | 21 ottobre 2022   |
| 6  | I Dream of Duffy         | Duffy il genio                 | 7 ottobre 2021     | 21 ottobre 2022   |
| 7  | The Fish Stick           | Una canzone nella testa        | 7 ottobre 2021     | 21 ottobre 2022   |
| 7  | The Pickle Barrel        | Due vecchi amici               | 7 ottobre 2021     | 21 ottobre 2022   |
| 8  | The Future Maker         | Il Fabbricafuturo              | 7 ottobre 2021     | 21 ottobre 2022   |
| 8  | Goodbye Reptar           | Addio, Reptar!                 | 7 ottobre 2021     | 21 ottobre 2022   |
| 9  | The Bubbe and Zayde Show | Lo spettacolo dei nonni        | 7 ottobre 2021     | 21 ottobre 2022   |
| 9  | The Perfect Myth         | La coppa d'oro                 | 7 ottobre 2021     | 21 ottobre 2022   |
| 10 | The Big Diff             | Le differenze                  | 7 ottobre 2021     | 21 ottobre 2022   |
| 10 | Final Eclipse            | Final Eclipse                  | 7 ottobre 2021     | 21 ottobre 2022   |
| 11 | Great Minds Think Alike  | Il potere speciale             | 7 ottobre 2021     | 21 ottobre 2022   |
| 11 | Betty and the Beast      | Betty e la Bestia              | 7 ottobre 2021     | 21 ottobre 2022   |
| 12 | Escape from Preschool    | Fuga dalla materna             | 7 ottobre 2021     | 21 ottobre 2022   |
| 12 | Mr. Chuckie              | Signor Chuckie                 | 7 ottobre 2021     | 21 ottobre 2022   |
| 13 | The Werewoof Hunter      | Il cacciatore di mostri        | 7 ottobre 2021     | 21 ottobre 2022   |
| 14 | Traditions               | Tradizioni                     | 2 dicembre 2021    | 18 novembre 2022  |
| 15 | Chuckie vs. the Vacuum   | Chuckie contro l'aspirapolvere | 15 aprile 2022     | 18 novembre 2022  |
| 15 | Gone Teddy Gone          | Addio, Teddy                   | 15 aprile 2022     | 18 novembre 2022  |
| 16 | I, Baby                  | I, Baby                        | 15 aprile 2022     | 18 novembre 2022  |
| 16 | Fan-Gelica               | Fan-gelica                     | 15 aprile 2022     | 18 novembre 2022  |
| 17 | Captain Susie            | Capitano Susie                 | 15 aprile 2022     | 18 novembre 2022  |
| 17 | Bringing Up Daisy        | Margherita                     | 15 aprile 2022     | 18 novembre 2022  |
| 18 | Wedding Smashers         | Il matrimonio perfetto         | 15 aprile 2022     | 18 novembre 2022  |
| 18 | House Broken             | Intrusi in casa                | 15 aprile 2022     | 18 novembre 2022  |
| 19 | Lucky Smudge             | La macchina fortunata          | 15 aprile 2022     | 18 novembre 2022  |
| 19 | Our Friend Twinkle       | L'amico invisibile             | 15 aprile 2022     | 18 novembre 2022  |
| 20 | Rescuing Cynthia         | Alla ricerca di Cinzia         | 15 aprile 2022     | 18 novembre 2022  |
| 21 | Queen Bee                | L'ape regina                   | 15 aprile 2022     | 18 novembre 2022  |
| 21 | Phone Alone              | Senza telefono                 | 15 aprile 2022     | 18 novembre 2022  |
| 22 | Night Crawler            | Il dinosauro notturno          | 15 aprile 2022     | 18 novembre 2022  |
| 22 | Goblets and Goblins      | Goblets & Goblins              | 15 aprile 2022     | 18 novembre 2022  |
| 23 | House of Cardboard       | La casa di cartone             | 15 aprile 2022     | 18 novembre 2022  |
| 23 | Fluffy Moves In          | L'arrivo di Morbidosa          | 15 aprile 2022     | 18 novembre 2022  |
| 24 | Susie the Artist         | Susie l'artista                | 15 aprile 2022     | 18 novembre 2022  |
| 24 | A Horse is a Horse       | Il mio regno per un cavallo    | 15 aprile 2022     | 18 novembre 2022  |